# (15265) Ernsting
(15265) Ernsting es un asteroide perteneciente al cinturón de asteroides, descubierto el 12 de octubre de 1990 por Lutz Dieter Schmadel y el también astrónomo Freimut Börngen desde el Observatorio Karl Schwarzschild, en Tautenburg, Alemania.

## Designación y nombre
Designado provisionalmente como 1990 TG13. Fue nombrado Ernsting en honor al escritor alemán de ciencia ficción Walter Ernsting (con seudónimo Clark Darlton) que fundó el Club Alemán de Ciencia Ficción en el año 1955. Sus novelas se caracterizan por su deseo para la humanidad y la paz.

## Características orbitales
Ernsting está situado a una distancia media del Sol de 2,426 ua, pudiendo alejarse hasta 2,912 ua y acercarse hasta 1,940 ua. Su excentricidad es 0,200 y la inclinación orbital 11,47 grados. Emplea 1380 días en completar una órbita alrededor del Sol.

## Características físicas
La magnitud absoluta de Ernsting es 14,6. Tiene 6,321 km de diámetro y su albedo se estima en 0,071.